# F-алгебра
В теории категорий {\displaystyle F}-алгебра — это алгебраическая структура, связанная с функтором {\displaystyle F}. {\displaystyle F}-алгебры можно использовать в программировании для представления структур данных, таких как списки и деревья.

## Определение
{\displaystyle F}-алгеброй эндофунктора
{\displaystyle F:{\mathcal {C}}\longrightarrow {\mathcal {C}}}
называется объект {\displaystyle A} из {\displaystyle {\mathcal {C}}} вместе с морфизмом в {\displaystyle {\mathcal {C}}}
{\displaystyle \alpha :FA\longrightarrow A}.
Таким образом, {\displaystyle F}-алгебра — это пара {\displaystyle (A,\alpha )}.
Гомоморфизмом из {\displaystyle F}-алгебры {\displaystyle (A,\alpha )} в {\displaystyle F}-алгебру {\displaystyle (B,\beta )} называется
морфизм в {\displaystyle {\mathcal {C}}}
{\displaystyle f:A\longrightarrow B},
для которого верно
{\displaystyle f\circ \alpha =\beta \circ Ff:}
Для любого заданного эндофунктора {\displaystyle F} можно рассмотреть категорию, объектами которой являются {\displaystyle F}-алгебры, а морфизмами — гомоморфизмы между {\displaystyle F}-алгебрами.

## Примеры
Для примера, рассмотрим эндофунктор {\displaystyle F:Set\to Set}, который отображает множество {\displaystyle X} в {\displaystyle 1+X}. Здесь {\displaystyle Set} - категория множеств, {\displaystyle 1} - любое одноэлементное множество, а {\displaystyle +} — операция копроизведения (дизъюнктное объединение множеств). Тогда множество N неотрицательных целых чисел вместе с функцией {\displaystyle [\mathrm {zero} ,\mathrm {succ} ]:1+\mathbb {N} \to \mathbb {N} }, которая является копроизведением функций {\displaystyle \mathrm {zero} :1\to \mathbb {N} } (которая всегда возвращает 0) и {\displaystyle \mathrm {succ} :\mathbb {N} \to \mathbb {N} } (которая отображает n в n+1), является {\displaystyle F}-алгеброй.